# Guaimar III de Salerne
Guaimar III de Salerne, (né vers 983 et mort en 1027), est prince de Salerne de 999 à sa mort.

## Origine
Guaimar III est le fils cadet du prince Jean II de Salerne. Son frère aîné, Guy, est co-régent de leur père à partir de 983. Il meurt dans un incendie en avril 988 après trois ans et six mois de règne, selon le Catalogum Principum Salerni. Guaimar est associé au trône la même année et demeure seul prince en septembre 999 à la mort de son père.

## Les Normands
Selon la tradition issue d'Aimé du Mont-Cassin, au début de 1016, un groupe de quarante chevaliers normands, pèlerins revenant de Jérusalem, fait escale dans le port de Salerne. Pendant leur séjour, la ville est attaquée par des pirates musulmans. Les Salernitains commerçants pacifiques sont effrayés, mais les Normands sont plus belliqueux. N'écoutant que leur bravoure, ils chassent les assaillants au grand soulagement de la population. Guaimar III leur propose immédiatement de s'établir à Salerne et de rester à son service comme mercenaires. Selon le chroniqueur, ils déclarent au prince qu'ils avaient combattu « non pour monnaie mais parce qu'ils ne pouvaient soutenir tant de superbes des Sarrasins ». Ils déclinent son offre mais s'engagent une fois revenus dans leur pays à inviter leurs compatriotes à venir combattre en Italie du Sud au service du prince. Guaimar III les fait accompagner par un ambassadeur qui, selon Orderic Vital, aurait déposé des présents aux pieds du duc Richard II de Normandie. En fait, selon Jules Gay, les Normands qui ont prêté main-forte à Guaimar III contre les musulmans n'étaient pas des pèlerins mais une troupe d'émigrants qui avaient quitté la Normandie à la suite du meurtre de Guillaume Respotel, tué par un familier du duc nommé Osmond Drengot et ses quatre frères, afin de venger l'honneur familial après que Guillaume se soit vanté d'avoir séduit la fille d'Osmond. Ceci explique que dès 1017, ils aient été en mesure de participer à l'invasion de l'Apulie byzantine.

## La révolte de Melo
Sous l'administration de Catepan Jean Kourkouas, successeur d'Alexis Xiphias (1006-1008) mort à Bari, éclate la révolte menée par Melès ou Melo, un riche habitant de Bari qui provoque la première intervention des Normands dans l'Italie du Sud et implique la principauté de Salerne. La première révolte intervient le 9 mai 1009. Melo est le chef d'insurgés qui « ne pouvaient plus supporter l'orgueil et l'insolence des Grecs » selon le chroniqueur du XIe siècle Léo d'Ostie. Bari se soulève, des troubles éclatent aussi à Trani. Kourkouas meurt dans l'intervalle et son successeur Basile Mesardonite (1010-1016) doit assièger Bari pendant 61 jours avant de soumettre la cité. Melo et son beau-frère Datto s'enfuient, pendant que son épouse et son fils sont envoyés comme otages à Byzance. Melo rejoint d'abord Ascoli puis trouve refuge à Bénévent et Salerne.
En 1011 le Catapan est à Salerne pour s'assurer de la fidélité de Guaimar III, pendant que Melo s'établit à Capoue, où le prince Pandolf II de Capoue conserve son indépendance sans toutefois s'opposer aux Grecs. Datto, le beau-frère de Melo, se met au service du pape Benoit VIII qui lui confie la garde d'une tour sur le Garigliano. C'est à Capoue et avec l'appui du pape que Melo recrute des Normands. À son service, ils envahissent l'Apulie au printemps 1017 et infligent plusieurs défaites au Catepan Léon Tornikios, avant d'occuper les forteresses des Pouilles. Tornikios est rappelé à Constantinople et remplacé par l'énergique Basile Boioannes (1017-1027) qui débarque en décembre 1017 et rétablit la situation. La bataille décisive a lieu sur les bords de l'Aufide près de Cannes en octobre 1018 : les Normands sont décimés et Melo s'enfuit. Il se rend à Bamberg en Allemagne où il retrouve le pape. L'empereur Henri II du Saint-Empire lui décerne alors le titre de « duc d'Apulie » mais Melo meurt le 23 avril 1020. Guaimar III qui était nominalement  vassal de l'empire germanique, transfère discrètement son allégeance à l'empereur byzantin Basile II.

## Fin de règne
Après la mort d'Henri II en 1024, Guaimar III envoie une ambassade au nouvel empereur Conrad II, afin de plaider pour la libération de son beau-frère Pandolf IV de Capoue dit le Loup des Abruzzes, captif en Allemagne. Conrad II accepte mais, dès son retour, Pandolf IV met immédiatement sa capitale Capoue en état de siège. Il répudie la suzeraineté de l'Empire avec le soutien de Guaimar III, des Normands, de Rainulf Drengot, établis à Aversa, qui avaient sans remords transféré leur allégeance du duché de Naples à la principauté de Capoue et du Catapan Basile Boioannes. Le prince Guaimar III meurt entre février et juin 1027 après un règne d'une durée totale de 43 ans et 9 mois selon le Catalogum Principum Salerni.

## Unions et succession
Guaimar épouse en premières noces une certaine Porpora († 1010/1011) dont deux fils :
- Gisolf († mai 1012/1013) ;
- Jean III de Salerne, corégent de son père en octobre 1015 meurt en septembre/novembre 1018, après trois ans de règne selon le Catalogum Principum Salerni.

Il épouse ensuite Gaitelgrime, la sœur de Pandolf IV de Capoue dont plusieurs enfants :
- Guaimar IV de Salerne coprince en septembre 1018, qui lui succède en 1027 à l'âge d'environ 15 ans sous la régence de Gaitelgrime ;
- Guy († 1075) nommé gastald de Capoue par son oncle puis duc de Sorrente par son frère aîné ;
- Pandolf († 1052) seigneur de Capaccio, il est assassiné avec Guaimar IV ;
- une fille anonyme brièvement emprisonnée avec ses neveux après le meurtre de ses frères.